# Virginia Bryant
Virginia Bryant (* in Santa Monica, Los Angeles County, Kalifornien) ist eine ehemalige US-amerikanische Schauspielerin.

## Leben
Bryant wurde in Santa Monica geboren. Sie wurde ab Mitte der 1980er Jahre durch Rollen in mehreren Filmen bekannt. Sie debütierte 1986 in den Fernsehfilmen Top Missile und Atto d'amore als Schauspielerin und war im selben Jahr auch in der Rolle der Prostituierten Mary im Film Dämonen zu sehen. 1987 wirkte sie im in Italien gedrehten Film Die Barbaren in der Rolle der Canary mit. 1988 folgte die weibliche Hauptrolle der Cheryl im Film The Ogre. Später folgten Besetzungen in den Serien Alta tensione und Brivido giallo sowie eine Nebenrolle im Film L'autostop von 1991.
Bis 2008 war sie mit Clint J.R. Bryant verheiratet.

## Filmografie
- 1986: Top Missile (Fernsehfilm)
- 1986: Atto d'amore (Fernsehfilm)
- 1986: Dämonen (Dèmoni 2 – L’incubo ritorna)
- 1987: Die Barbaren (The Barbarians)
- 1988: Sentiments (Fernsehserie)
- 1988: The Ogre
- 1988: Alta tensione (Fernsehserie, Episode 1x01)
- 1989: Brivido giallo (Fernsehserie, Episode 1x03)
- 1991: L'autostop